# Charontoidea
Charontoidea is een superfamilie van de zweepspinnen (Amblypygi), onderorde Euamblypygi. De superfamilie bestaat uit 12 nog levende soorten.

## Taxonomie
- Familie Charontidae - Simon, 1892
  - Geslacht Charon - Karsch, 1879
    - Charon annulipes - Lauterer, 1895
    - Charon gervaisi - Harvey & West, 1998
    - Charon grayi - (Gervais, 1842)
    - Charon oenpelli - Harvey & West, 1998
    - Charon trebax - Harvey & West, 1998

  - Geslacht Stygophrynus - Kraepelin, 1895
    - Stygophrynus forsteri - Dunn, 1949
    - Stygophrynus moultoni - Gravely, 1915
    - Stygophrynus brevispina - Weygoldt, 2002
    - Stygophrynus cavernicola - (Thorell, 1889)
    - Stygophrynus cerberus - Simon, 1901
    - Stygophrynus dammermani - Roewer, 1928
    - Stygophrynus longispina - Gravely, 1915